# Mangù

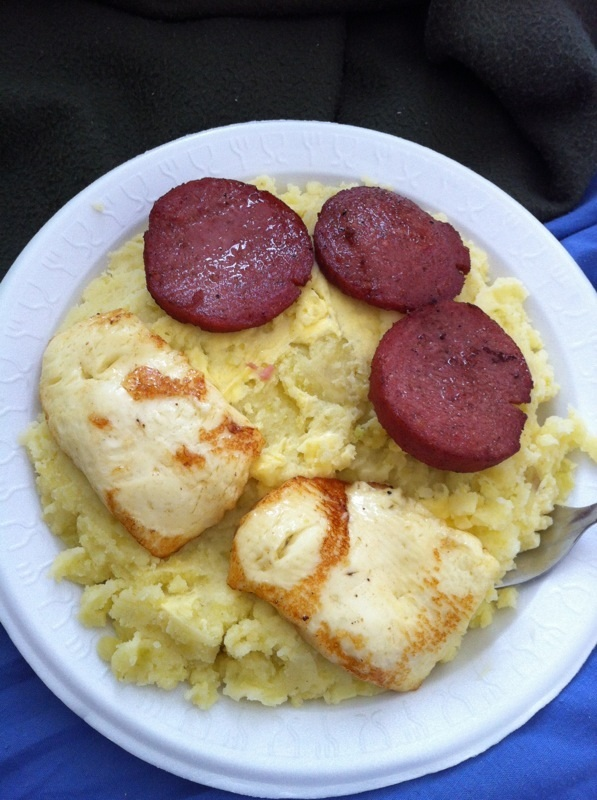
Piatto di mangù servito con salame e formaggio fritto.

Il mangù (dallo spagnolo, mangú) è un piatto tradizionale dominicano che consiste in una purea salata a base di banane verdi bollite, a cui si aggiunge olio, burro o altro tipo di grasso per ottenere una consistenza cremosa.
Questo piatto tipico ha un proprio record mondiale certificato dal Guinness. Nel 2021, a Nuova York; è stato servito il mangù più grande mai servito, del peso di circa 292 chilogrammi, composto per l'80% da banana e per il resto da uova strapazzate, salame, formaggio fritto e cipolle soffritte.